# Heinrich Kiel (Maler)
Heinrich Kiel (* 18. September 1877 in Surabaya, Java (Niederl.-Indien); †  23. April 1967 in Oberpfaffenhofen) war ein niederländischer Landschafts- und Porträtmaler; er war u. a. Schüler von Karl Raupp und Otto Seitz.

## Leben
Heinrich Kiel wurde als Sohn deutsch-niederländischer Großhandelskaufleute in Surabaya, Java, geboren. Nach dem Tod seiner Eltern kam er im Alter von 16 Jahren nach Deutschland und wuchs bei seiner Tante in Kassel auf. Er studierte bei Georg Koch und Louis Kolitz an der Kasseler Akademie und anschließend an der Münchner Akademie bei Karl Raupp und Otto Seitz.
Die Münchner Künstlergenossenschaft nahm ihn gemäß Beschluss des Vorstandes vom 18. April 1923 als ordentliches Mitglied auf. Seine Werke waren vor allem geprägt durch die Münchner Schule. Neben der Landschaftsmalerei gehörte die Porträtmalerei sowie Stillleben und Grafiken zu seinen Werken. Seine Gemälde wurden auch im Münchner Glaspalast ausgestellt und verkauft (Katalog Münchner Kunstausstellung Glaspalast 1923). Regelmäßig stellte er seine Werke in den 1960er Jahren im Haus der Kunst in München aus.
Wilhelm Ide erwähnte als Leiter des Staatsarchivs Kassel in seiner Würdigung der Werke des Malers und Architekten Theobald Hofmann Kiel im Frühling 1941 ausdrücklich den Einfluss des Malers Heinrich Kiel auf dessen Werdegang in der Malerei. Durch seinen Aufenthalt im Atelier von Kiel in München wurde die Einstellung Hofmanns auf dem Gebiet der Malerei entscheidend beeinflusst. Eine Beurteilung seiner Arbeiten durch Kiel ist im Buch von A. Bonicke und Theobald Hofmann (Kassel 1938) nachzulesen. Heinrich Kiel verbrachte immer wieder längere Aufenthalte in den Niederlanden, wo sich viele seiner Gemälde in Privatbesitz befinden.
Kiel lebte bis zu seinem Tod in Oberpfaffenhofen, einem heutigen Ortsteil der oberbayerischen Gemeinde Weßling, wo er 1967 verstarb.

## Werke (Auswahl)
- Paar Gemälde mit Heidelandschaften und Schafherden, 22 × 28 cm, Öl auf Holz
- Moor bei Rosenheim, Gemälde, Öl/Leinwand[2]
- Landschaft mit Bauernhaus, Zeichnung Aquarell, Kreide/Papier
- Moorlandschaft, Zeichnung Aquarell, Kreide/Papier